# 1450年代
1450年代（せんよんひゃくごじゅうねんだい）は、西暦（ユリウス暦）1450年から1459年までの10年間を指す十年紀。

## できごと

### 1453年
- オスマン帝国がコンスタンティノポリスを陥落させ、東ローマ帝国滅亡。
- 英仏百年戦争が終結。

### 1455年
- イングランドで、ヨーク家とランカスター家による王位争い（ばら戦争）が始まる。
- ヨハネス・グーテンベルクが活版印刷で聖書を印刷　（グーテンベルク聖書）。